# Vers la flamme

Vers la flamme Op. 72 est l'une des dernières pièces pour piano de Scriabine
Écrite en 1914, en 9/8 et sans armure, elle est bâtie sur un thème simple et s'articule autour d'un lent crescendo constitué par des motifs de plus en plus rapides pour arriver au climax de la pièce à une superposition de trilles de tierces et de quartes sur une pédale harmonique de sept voire huit notes, ceci accompagné par des accords répétés en notes piquées dans l'aigu créant ainsi une intense impression de luminosité.
Scriabine aurait écrit cette pièce à partir d'une vision apocalyptique qu'il aurait eue lors d'un voyage en train et dans laquelle il se demandait si "le feu, les flammes cosmiques étaient des vibrations, semblables à celles des sons et des couleurs, destinées à se rencontrer, à se fondre dans l'embrasement final de l'univers.".
On dit souvent que ce morceau aurait été composé suivant un modèle arithmétique issu du nombre d'or ; ce rapport demeure néanmoins difficile à prouver, même s'il n'est pas impossible vu la personnalité de l'auteur, surtout à cette période (il travaillait au même moment sur son projet mystique Le Mystère).
L'interprétation de Vladimir Sofronitsky (le gendre de Scriabine) de 1959 est toujours considérée comme la référence [par qui ?] et toujours disponible malgré sa relative ancienneté.
L'enregistrement réalisé par le pianiste britannique John Ogdon en 1971 pour le label EMI Classics tient également le haut du pavé, grâce à un jeu tout en délicatesse et en subtilité.
Une vidéo célèbre montre également Vladimir Horowitz interprétant ce poème avec une fougue étonnante pour son âge avancé (il mourut quelque temps après).